# 鳥取県道29号三朝東郷線
鳥取県道29号三朝東郷線（とっとりけんどう29ごう みささとうごうせん）は、鳥取県東伯郡三朝町から東伯郡湯梨浜町を結ぶ県道（主要地方道）である。

## 概要

### 路線データ
- 起点：鳥取県東伯郡三朝町片柴（鳥取県道21号鳥取鹿野倉吉線交点）
- 終点：鳥取県東伯郡湯梨浜町野花（のきょう）（野花交差点、鳥取県道22号倉吉青谷線交点）

## 歴史
- 1993年（平成5年）5月11日 - 建設省から、県道三朝東郷線が三朝東郷線として主要地方道に指定される[1]。

## 路線状況

### 重複区間
- 鳥取県道51号倉吉川上青谷線（東伯郡湯梨浜町国信 - 東伯郡湯梨浜町野花・野花交差点）
- 鳥取県道503号赤碕東郷自転車道線（東伯郡湯梨浜町引地 - 東伯郡湯梨浜町野花・野花交差点）

### 道路施設
- 道の駅燕趙園

## 地理

### 通過する自治体
- 東伯郡
  - 三朝町
  - 湯梨浜町

### 交差する道路
| 交差する道路                                                                                                | 市町村名 | 市町村名 | 交差する場所     | 交差する場所      |
| --- | -------- | -------- | ---------------- | ----------------- |
| 鳥取県道21号鳥取鹿野倉吉線                                                                                  | 東伯郡   | 三朝町   | 片柴             |                   |
| 鳥取県道51号倉吉川上青谷線 重複区間起点                                                                     | 東伯郡   | 湯梨浜町 | 国信             |                   |
| 鳥取県道503号赤碕東郷自転車道線 重複区間起点                                                                | 東伯郡   | 湯梨浜町 | 引地             |                   |
| 鳥取県道22号倉吉青谷線 鳥取県道51号倉吉川上青谷線 重複区間終点 鳥取県道503号赤碕東郷自転車道線 重複区間終点 | 東伯郡   | 湯梨浜町 | 野花（のきょう） | 野花交差点 / 終点 |

### 沿線にある施設など
- 東郷湖
- 東郷温泉
- 燕趙園（道の駅併設）